# الجناين (حي)
حي الجناين حي مصري من أحياء محافظة السويس، وهو حي يغلب عليه الطابع الريفي لما يحتويه من مساحات زراعية ويبلغ عدد السكان 88252 نسمة، ولذا فهو يمثل 14.8 % من عدد السكان، وتبلغ مساحة الحي 164.373 كم2.

## أهـم المعالم
- نفق الشهيد أحمد حمدي
- عيون موسى
- النقطة الحصينة
- ممر متلا